# Prix Gemini
Pour les articles homonymes, voir Gemini.
Les prix Gemini (Gemini Awards) sont des récompenses décernées depuis 1986 par l'Académie canadienne du cinéma et de la télévision pour les productions télévisuelles anglophones produites au Canada. Ils remplacent les ACTRA Awards et possèdent leur pendant francophone avec les prix Gémeaux.
En 2013, les prix Génie (cinéma) et les prix Gemini (télévision) sont fusionnés pour former les prix Écrans canadiens.

## Catégories de récompense
Programmes
- Best Dramatic Series
- Best Dramatic Mini-Series
- Best Comedy Program or Series
- Best Animated Program or Series
- Best Biography Documentary Program
- Best Children's or Youth Fiction Program or Series
- Best Children's or Youth Non-Fiction Program or Series
- Best Cross Platform Project
- Best Documentary Series
- Best General/Human Interest Series
- Best History Documentary Program
- Best Lifestyle/Practical Information Series
- Best Lifestyle/Practical Information Segment
- Best Music, Variety Program or Series
- Best Newscast
- Best News Information Series
- Best News Magazine Segment
- Best News Special Event Coverage
- Best Performing Arts Program or Series or Arts Documentary Program or Series
- Most Popular Website
- Best Pre-School Program or Series
- Best Reality Program or Series
- Best Reportage
- Best Science, Technology, Nature, Environment or Adventure Documentary Program
- Donald Brittain Award for Best Social/Political Documentary Program
- Best Sports Program or Series
- Best Live Sporting Event
- Best Talk Series
- Best TV Movie

Techniciens
- Best Direction in a Children's or Youth Program or Series
- Best Direction in a Comedy Program or Series
- Best Direction in a Documentary Program
- Best Direction in a Documentary Series
- Best Direction in a Dramatic Program or Mini-Series
- Best Direction in a Dramatic Series
- Best Direction in a Lifestyle/Practical Information Program or Series
- Best Direction in a Live Sporting Event
- Best Direction in a News Information Program or Series
- Best Direction in a Performing Arts Program or Series
- Best Direction in a Variety Program or Series
- Best Writing in a Children's or Youth Program or Series
- Best Writing in a Comedy or Variety Program or Series
- Best Writing in a Documentary Program or Series
- Best Writing in a Dramatic Program or Mini-Series
- Best Writing in a Dramatic Series
- Best Writing in an Information Program or Series
- Best Production Design or Art Direction in a Dramatic Program or Series
- Best Production Design or Art Direction in a Non-Dramatic Program or Series
- Best Costume Design
- Best Achievement in Make-Up
- Best Photography in a Comedy, Variety or Performing Arts Program or Series
- Best Photography in a Documentary Program or Series
- Best Photography in a Dramatic Program or Series
- Best Photography in an Information Program or Series
- Best Picture Editing in a Comedy, Variety or Performing Arts Program or Series
- Best Picture Editing in a Documentary Program or Series
- Best Picture Editing in a Dramatic Program or Series
- Best Picture Editing in an Information Program or Series
- Best Sound in a Comedy, Variety, or Performing Arts Program or Series
- Best Sound in a Dramatic Program
- Best Sound in a Dramatic Series
- Best Sound in an Information/Documentary Program or Series
- Best Visual Effects
- Best Original Music Score for an Animated Program or Series
- Best Original Music Score for a Documentary Program or Series
- Best Original Music Score for a Dramatic Series
- Best Original Music Score for a Program or Mini-Series

Interprètes/Présentateurs
- Best Performance by an Actress in a Continuing Leading Dramatic Role
- Best Performance by an Actor in a Continuing Leading Dramatic Role
- Best Performance by an Actor in a Featured Supporting Role in a Dramatic Series
- Best Performance by an Actress in a Featured Supporting Role in a Dramatic Series
- Best Performance by an Actor in a Guest Role Dramatic Series
- Best Performance by an Actress in a Guest Role Dramatic Series
- Best Performance by an Actor in a Leading Role in a Dramatic Program or Mini-Series
- Best Performance by an Actress in a Leading Role in a Dramatic Program or Mini-Series
- Best Performance by an Actor in a Featured Supporting Role in a Dramatic Program or Mini-Series
- Best Performance by an Actress in a Featured Supporting Role in a Dramatic Program or Mini-Series
- Best Individual Performance in a Comedy Program or Series
- Best Ensemble Performance in a Comedy Program or Series
- Best Achievement in Casting
- Best Performance in a Children's or Youth Program or Series
- Best Performance or Host in a Variety Program or Series
- Best Performance in a Performing Arts Program or Series
- Best Host in a Lifestyle/Practical Information, or Performing Arts Program or Series
- Best Host or Interviewer in a General/Human Interest or Talk Program or Series
- Best Host or Interviewer in a News Information Program or Series
- Best Host or Interviewer in a Sports Program or Sportscast
- Best News Anchor
- Best Sports Play-by-Play or Analyst

Récompenses spéciales
- Academy Achievement Award
- Canada Award
- Earle Grey Award
- Gordon Sinclair Award for Broadcast Journalism
- John Drainie Award
- Humanitarian Award
- Margaret Collier Award
- Outstanding Technical Achievement Award
- Viewers' Choice Award